# Кавитација
Кавитација (енгл. cavity – значи шупљина) је појава испаравања воде на притисцима нижим од атмосферског и стварања мехура или мехурова водене паре. Настаје у тренутку када притисак воде постаје једнак или мањи од притиска засићења водене паре. Кавитацијом се код хидрауличких машина подразумијева појава дисконтинуитета или „шупљина“ (мехура паре у води) у струји течности.
- Оглед са пропелером у воденом тунелу. Појава кавитације
- Оштећења на Францисовој турбини услед кавитације
- Оштећење услед кавитације на плочи вентила за хидрауличну пумпу.

Испаравање воде, као што је познато из термодинамике, настаје при температури од 100 °C код атмосферског притиска, међутим код хидрауличких машина појава испаравања настаје код околне температуре воде (5—20 °C), али сада при притисцима знатно нижим од атмосферског притиска. Код водних турбина кавитација се јавља на мјестима најнижег притиска. По правилу су то места у близини излазног брида лопатице ротора на потпритисној страни. Вода на овим мјестима има најнижи притисак зато што је комплетну енергију (која је углавном била садржана у притиску) предала лопатици ротора.

## Историја

### Инерцијална кавитација
Први научник који је проучавао кавитацију био је John Rayleigh, крајем 19. века. Он је уочио појаву кавитације код тока воде у рекама, посебно испод водопада - где вода због ове појаве изазива знатну ерозију у камењу на које пада.
Касније је уочено да кавитација настаје при сваком снажном импулсном удару енергије у чврсту препреку, тако постоје оптичка кавитација, која настаје ударом снажног зрака ласера и електрична кавитација - на пример на свећицама возила на бензински погон.
Треба напоменути да је енергија кавитације невероватно висока: приликом имплозије мехурића гаса температура износи неколико хиљада °C, притисак неколико стотина бара, а ствара се и светлост (сонолуминисценција). Ма колико ови подаци изгледали невероватни, установљени су при лабораторијским мерењима кавитације, јер је њено спречавање једно од главних подручја проучавања хидродинамике, обзиром да рад у кавитационом режиму изазива знатна оштећења и непоузданост у раду хидродинамичких уређаја, те се по сваку цену настоји избјећи.

### Неинерцијална кавитација
Неинерцијална кавитација је поступак контролисаног настајања ситних мехурића гаса уз довођење енергије споља - најчешће акустичне (звучне). Ова енергија присиљава мехуриће плина да титрају одређеном фреквенцијом и по одређеном обрасцу прије имплозије, и на тај начин врше користан рад. Овако настаје много мања појава ерозије, а користи се у ултразвучним кадама за чишћење прецизно израђених дијелова од осетљивих материјала, на пример дијелова хидродинамичких управљачких система - вентила и слично, силиконских бртви и других делова, чија је израда врло прецизна и скупа, а материјал осетљив на друге начине чишћења и поправка.

## Појава хидродинамичке кавитације
Уколико притисак воде падне испод притиска засићења водене паре, долази до снажне промјене из текућег у гасовито стање, чиме се стварају дисконтинуитети у току, шупљине (мехуре паре окружене течношћу). Мехур паре након испаравања у подручју нижег притиска током флуида долази у подручје вишег притиска у којем тренутно имплодира претварајући се у течност (кондензује). Тада долази до наглог повећања притиска ради судара фронта воде са свих страна мехура паре. Како је ток течности константан, то је и појава формирања мехура паре и њеног каснијег имплодирања такође константна.
Струјање флуида је углавном, поготово код водних турбина, турбулентно што је карактеризирано флуктуацијама брзина и притиска, које су нарочито интензивне у граничном слоју (уз чврсту стену). Ако се овакве флуктуације притиска појаве при притиску који одговара локалном притиску засићења водене паре, доћи ће до тренутног интензивног процеса формирања и готово истовременог колабирања мехура паре, стварајући врло високе притискове у центру мехура, као посљедица судара надолазећих фронтова воде са свих страна колабирајућег мехура.
Као посљедица интензивног преласка из текућег у гасовитих стање и обрнуто, појављују се значајна пулсирања притиска (2000 Па – 10000 бар) врло високих фреквенција (10 – 20 кХз). Кавитација је нарочита непогодна ако се појављује близу металних површина. Тада услед наглих промјена притиска (2000 Па – 10000 бар) долази до откидања метала са металних површина (код турбина то су лопатице ротора).
Кавитација није карактеристична само за ротационе машине. Она се појављује у свим ситуацијама када притисак воде падне испод притиска засићења водене паре за дану температуру (пример вентили).

### Негативни утицаји кавитације
- кавитацијска ерозија
- нагли пад снаге ради пада густине флуида (двофазни флуид; вода + пара)
- пад степена искориштења турбине или пумпе
- вибрације
- шум
- бљескови

У новије време, кавитација се избјегава конструкцијом посебног облика крила бродских турбина. Кавитација захтијева површину на којој би се догодила имплозија, па да изврши свој негативни утицај на материјал турбине. Посебном конструкцијом хидродинамичког крила, појава кавитација се догађа "у празном простору иза пропелера", те тако не оштећује бродски турбина.

## Кавитација код пумпи
Ако у некој тачки унутар пумпе апсолутни притисак капљевине постане нижи од притиска засићења пара те капљевине, у њој започиње испаравање и стварање мјехурића паре. Кад, ношени струјом флуида унутар пумпе, мјехурићи паре доспеју у подручје апсолутног притиска вишег од притиска засићења пара, тренутно кондензирају у облику имплозије, а њихове просторе попуњава капљевина, услијед чега настаје хидраулични удар, при којем притисак тренутно порасте и до неколико хиљада бара. Тако настаје кавитација код пумпи (пумпе, сисаљке).
Директна посљедица кавитације јест разарање материјала стијенки пумпе, тзв. кавитацијска ерозија. Појава кавитације праћена је карактеристичним шумом и вибрацијама, а рад пумпе постаје неједнолик и немиран, смањују се висина добаве, проток и дјелотворност.
Кавитација настаје и стварањем мјехура плина отопљеног у нафти. У том случају, кавитацијски мјехури настају чим се притисак снизи испод притиска засићења нафте. Кад притисак поновно порасте, мјехури нестају без ерозијског дјеловања, јер стлачивост плина пригушује имплозију и хидраулички удар. Зато таква кавитација не разара материјал пумпе, али има све остале негативне учинке на њен рад.
На појаву кавитације утјечу услови на усису пумпе. Ако су ти услови такви да ни у једној тачки унутар пумпе притисак неће бити нижи од притиска засићења капљевине плиновима, кавитација се не ће појавити. Минимални услови на усису пумпе нужни за спрјечавање кавитације познати су под називом нето-позитивна усисна висина пумпе и одређује се експериментално.
Нето-позитивна усисна висина уроњивих центрифугалних пумпи у нафтним бушотинама једнака је хидрауличким губицима између притиска у заштитним цијевима на разини импелера првог степена пумпе и улаза у импелер, те висини због разлике брзина. Стога расположиви притисак у заштитним цијевима на разини импелера првог степена пумпе мора бити једнак или већи од притиска одређеног нето позитивном висином одређене пумпе.
Постоје двије основне врсте кавитације које се јављају у различитим фазама рада пумпе, али обје су резултат исте појаве:
- Усисна или класична кавитација јавља се на импелеру пумпе приликом усиса и потискивања течности ка потисном вентилу (комори). Услове за кавитацију ствара кретање импелера кроз пумпану течност.
- Потисна или рециркулациона кавитација је резултат промјене притиска приликом изласка течности из пумпе, на потисном вентилу. Јавља се због тога што вентил технички не може да пропусти сву течност да изађе у једном тренутку, тако да различите брзине кретања течности изазивају минијатурне промјене у иначе једнаком притиску течности. Чак и тако мале промјене притиска довољне су да дође до појаве кавитације.

## Кавитација код мотора
Мање је познато да појава кавитације узрокује оштећења и у већим дизелским моторима. У моторима до кавитације долази због високог степена компресије и мале површине зидова цилиндара. Вибрације зидова цилиндара које због тога настају, узрокују појаву области ниског и високог притиска у расхладној течности мотора, што изазива кавитацију спољних зидова цилиндарских простора у мотору. Резултат је појава "питинга" - љуштења зидова цилиндара, што у узнапредовалој фази може да доведе до продора расхладне течности у цилиндар. Ову појаву могуће је избјећи додавањем одређених хемикалија у расхладну течност, које стварају заштитни филм на зиду цилиндра. Тај филм је изложен кавитацији, али се изнова сам изграђује док год у расхладној течности има довољно хемикалија.
Тежња за смањивањем димензија мотора била је узрок конструкције мањег обујма расхладне течности која због тога мора да струји већом брзином. Почевши од 1980, због наведеног је примећен утјецај кавитације и код мањих бензинских мотора, посебно на дијелове мотора израђене од алуминија и његових легура. Спрјечавање ове појаве код мањих мотора врши се додавањем инхибитора корозије (на бази силиката) у расхладну течност. Крајњи резултат је ипак, повремено стварање дубоких кратера који чак могу да пробију главу мотора, ако мотор дуго ради на високим бројевима окретаја, а тиме и на високим температурама расхладне течности. Даљња истраживања показала су да се ова појава може спријечити додавањем органских инхибитора корозије, а најбоље је конструисати мотор тако да се расхладна течност не хлади у кавитационом режиму, дакле већа количина расхладне течности у мотору, што јој омогућује да функцију хлађења мотора обави струјећи мањом брзином.

## Кавитација код хомогенизације млијека
Циљ хомогенизације млијека је повећање стабилности емулзије млијечне масти, односно спрјечавање издвајања масти на површину стајањем млијека. Међутим, постоји и низ других позитивних ефеката. Ово се постиже смањењем просјечног пречника масних глобула. Дакле, њоме се уситњавају и уједначују куглице млијечне масти. Пречник глобула у нехомогенизованом млијеку се мијења од 0,1-15 мм, док се послије хомогенизације добијају вриједности пречника 0,1 до 2 мм.
У вентилу сепаратора, при улазу у размак вентила, енергија притиска се претвара у енергију брзине. Послије хиљадитог дијела секунде на излазу из вентила, долази поново до велике промјене брзине у притисак, што узрокује турбуленцију. Услијед овог интензивног механичког третмана, прво на улазу у уски размак вентила долази до деформације и развлачења масне глобуле, а при излазу до коначног цијепања на ситније куглице (кавитација). При томе долази до регенерације мембране масне куглице адсорпцијом протеина из млијека.
Дакле, млијечна маст се и послије хомогенизације налази у форми масних глобула, а не као слободна маст. Хомогенизација је за оно млијеко које је намијењено дужем чувању, или за израду производа намијењених дужем чувању (концентрирани млијечни производи). Како пастеризирано млијеко није производ дуге трајности (само пар дана), потребно га је хомогенизирати за дужу трајност.

## Кавитација код лијечења бубрежних каменаца
Извантјелесно разбијање бубрежних каменаца или литотрипсија шокним валовима (енгл. Еџтрацорпореал Схоцк Њаве Литхотрипсy - ЕСЊЛ), метода је која је од 1982. године, од када је уведена у клиничку примјену, донијела “револуцију” у лијечењу каменаца бубрега и мокраћовода. Наиме, поступак разбијања каменаца обавља се амбулантно, нема потребе за анестезијом те, ако нема компликација, болесник је врло брзо након захвата спреман за укључивање у уобичајене животне активности. Принцип се темељи на координацији генератора шокног вала, фокусирању шокног вала и локализирању шокног вала. Њихову координацију надгледа компјутерски програм. Генератори су електрохидраулички, електромагнетски, пиезоелектрични и микроексплозивни. Разбијање каменаца прати се рендгенским или ултразвучним апаратима. Принцип разбијања темељи се на емитирању шокног вала који продире кроз каменац. Дио вала напредује према супротној страни каменца, а дио се враћа према новом валу, изазивајући додатни притисак који потпомаже уситњавање. Јавља се феномен кавитације, при чему разлика у притиску ствара мале мјехуриће плина у текућем медију, који су врло нестабилни и потпомажу уситњавање. Уситњене дијелове каменца болесник спонтано измокри. Понекад је потребно прије литотрипсије поставити болеснику тзв. "Доубле Ј" ендопротезу у мокраћовод, да га уситњени комади каменца не зачепе и онемогуће нормалан пролазак мокраће до мокраћног мјехура.

## Кавитација и бетон
Кавитација је последица промене пресека, отклона односно геометрије хидрауличног тока. Ток се одваја од површине корита, па зато на површини настају подручја ниског притиска, а у њима мехурићи зрака. Мехурићи путују на статичко подручје, тј. онамо где су притисци већи, те тамо изненада пуцају. Приликом пуцања у течности настају валови притисака, налик онима приликом експлозије. Кавитацију можемо најлакше избећи одговарајућим хидрауличним пројектовањем. Дође ли до оштећења бетона, оно има облик јамица.